# Нагаміці Курода
Нагаміці Курода (англ. Nagamichi Kuroda, яп. 黒田 長礼 1889—1978) — японський орнітолог. Серед його праць були Birds of the Island of Java (2 томи, 1933–36), Passeres (1933) та Parrots of the World in Life Colours (1975). У 1917 році він описав чубатого галагаза.
Він також працював над відмінностями між гагарками та буревісниками, а також над особливими характеристиками буревісників, які шукали їжу під водою.

## Життя та робота
Курода є нащадком даймьо вотчини Фукуока, заснованої Куродою Нагамасою в 1600 році. Він виявляв інтерес до спостереження за птахами з юних років. У його сімейному маєтку був великий ставок для качок, де щороку збиралися тисячі диких качок.
Курода спочатку здобув освіту в Університеті Гакусюїн. Вивчаючи зоологію в Імператорському університеті Токіо (нині Токійський університет), він відвідав Корею в 1916 році, де зібрав один з останніх екземплярів чубатого баклана, який нині вважається вимерлим. У 1917 році він написав перший науковий опис виду. Згодом Курода здійснив численні подорожі на острови Огасавара, Дайто та Рюкю, досліджуючи тамтешні птахів. Він написав докторську дисертацію про свої дослідження Рюкю в 1924 році. Після смерті батька в 1939 році він успадкував сімейний маєток і отримав дворянський титул кадзоку. З 1947 по 1963 рік Курода обіймав посаду президента Японського орнітологічного товариства.
Курода був одним із найвидатніших орнітологів Японії 20-го століття. Він написав численні наукові статті про ссавців та птахів у престижних міжнародних журналах, таких як «Bulletin of the British Ornithologists’ Club».
Його син Нагахіса (1916–2009) також був відомим орнітологом.